# Víllec
Víllec – miejscowość w Hiszpanii, w gminie Montellà i Martinet, w comarce Baixa Cerdanya, w Katalonii. Według danych INE w 2005 roku zamieszkiwało ją sześć osób.